# Стребко Станіслав Кирилович
Станісла́в Кири́лович Стребко́ (28 лютого 1937 , Молочанськ, Запорізька область  — 28 липня 2008 , Іллічівськ, Одеська область ) — член Народної партії; член правління УСПП.

## Життєпис
Народився 28 лютого 1937 р. (Молочанськ, Запорізька область); українець; батько Кирило Михайлович (1902—1944); мати Килина Павлівна (1912—1990); дружина Олена Василівна (1937) — пенсіонерка; син Альберт (1961) — інспектор крюїнґової компанії; син Сергій (1964) — старший помічник капітана.
Закінчив Одеське морехідне училище (1959), технік-експлуатаційник; Одеський інститут інженерів морського флоту (1975), інженер-механік.
З вересня 1954 — матрос на суднах Чорноморського морського пароплавства. З вересня 1955 — курсант, Одеське морехідне училище. З січня 1959 — старший диспетчер, заступник начальника, начальник вантажного району, з листопада 1978 — секретар парткому, Іллічівський морський торговельний порт. З жовтня 1981 — начальник, Миколаївський морський торговельний порт. Грудень 1993—2002 — начальник, Іллічівський морський торговельний порт.
З квітня 2002 по березень 2005 — Нардеп 4-го скликання, обраний по виборчому округу № 139 Одеська область.
Голосував за згоду на призначення Віктора Януковича прем'єр-міністром України 21 листопада 2002 року.
З 4 листопада 2005 — у групі Литвина, висунутий Виборчим блоком політичних партій «За єдину Україну!». На час виборів: начальник Іллічівського морського торговельного порту.
Березень 2006 — кандидат в народні депутати України від Народного блоку Литвина, № 100 в списку, член НП.
- Член ПППУ,
- член фракції «Єдина Україна» (травень-червень 2002),
- член фракції партій ППУ та «Трудова Україна» (червень 2002-квітень 2004),
- член фракції політичної партії «Трудова Україна» (квітень-грудень 2004),
- член фракції «Трудова Україна» та НДП (грудень 2004-січень 2005),
- член групи «Демократична Україна» (січень-вересень 2005),
- член фракції партії «Вперед, Україно!» (вересень-листопад 2005),
- член групи Народного блоку Литвина (листопад 2005-квітень 2006).
- Голова підкомітету з питань екологічної, техногенної безпеки та надзвичайних ситуацій Комітету з питань екологічної політики, природокористування та ліквідації наслідків Чорнобильської катастрофи (червень 2002-квітень 2006).

### Співавтор праць
- «Организация планетарного управления охраной окружающей среды» (1998),
- «Экологическое качество продукции порта, его измерение и использование в управлении производством» (1998),
- «Экологический блок в планах судоходной политики Украины» (1999),
- «Экология… Производство… Управление…» (1999).

1990 балотувався на виборах до ВРУ, округ 283 (Миколаїв), з 3.1 % голосів посів 9-е місце серед 10-ти претендентів, поступився А. В. Морозу (14 % у 1-му турі). Колишній член Ради промисловців і підприємців при Президентові України. 1999 — довірена особа кандидата у Президенти України Кучми у територіальному виборчому окрузі.

## Вшанування пам'яті
- Іменем Станіслава Стребка названо площу у Чорноморську.[5]

## Нагороди
- Ордени «Знак Пошани» (1971), Дружби народів (1979), Трудового Червоного Прапора (1984).
- Ордени «За заслуги» III (1997)[6], II ступеня (1998)[7].
- Герой України (з врученням ордена Держави, 21.08.1999)[8].
- Орден «Святий Князь Володимир» IV, III ступенів (1997, 1999, УПЦ).
- Орден «За трудові досягнення» IV ступеня (1999).
- Орден «Слава на вірність Вітчизні» III ступеня (2000).
- Орден «Зірка суспільного визнання» (2001).
- Орден «За церковні заслуги». 20 медалей. Золота медаль «За ефективність управління» (Міжнародна кадрова академія).
- Заслужений працівник транспорту СРСР.
- Заслужений працівник транспорту України (1994)[9].
- Почесний працівник морського флоту СРСР (1970).
- Почесний працівник транспорту України.
- Почесний прикордонник України.
- Почесний громадянин м. Чорноморська.
- Нагорода «Артсмейкер» в номінації «За мудрість та гнучкість політики управління» (1997).
- Диплом «За динаміку і прогрес економічного розвитку в умовах перехідної економіки» (Оргкомітет програми «Сафарі транс маркетинг», 1998).
- Лауреат Почесної європейської нагороди «Золота медаль» за реформаторські ідеї (Вищий інститут міжнародного співробітництва, Інститут промислових стратегій, Вищий інститут зовнішньої торгівлі Франції, 1998).
- Міжнародна нагорода «Лаври Слави» за професійні досягнення у сучасному світі.
- Нагорода «Срібний дельфін» Європейської Спілки у номінації «Керівник XXI століття».
- Нагорода суспільного визнання «Почесна нагорода тисячоліття».
- Звання «Ділова людина України».
- Нагрудний знак «Золотий Меркурій» (нагорода II конгресу ділових кіл України).
- Диплом і «Кришталевий Ріг Достатку» (нагорода Міжнародного рейтингу «Золота Фортуна» у номінації «Найсучасніший міжнародний порт»).